# Por Esto!
Por Esto! es uno de los periódicos de mayor circulación en la península de Yucatán en México. Fundado por Mario Renato Menéndez Rodríguez el 21 de marzo de 1991. Sus oficinas se encuentran en las ciudades de Mérida y Cancún. Cubre con información los estados de Yucatán, Campeche y Quintana Roo.

## Secciones regulares
- República

- Opiniones

## Otros periódicos de Por Esto!
Quintana Roo
- Por Esto! de Cancún
- Por Esto! de Chetumal
- Por Esto! de Campeche
- Por Esto! de Ciudad del Carmen